# Крамське
Крамське́ (каз. Крамской) — село у складі Федоровського району Костанайської області Казахстану. Входить до складу Комишинського сільського округу.
Населення — 44 особи (2021; 106 у 2009, 167 у 1999, 136 у 1989).